# Mike Rounds

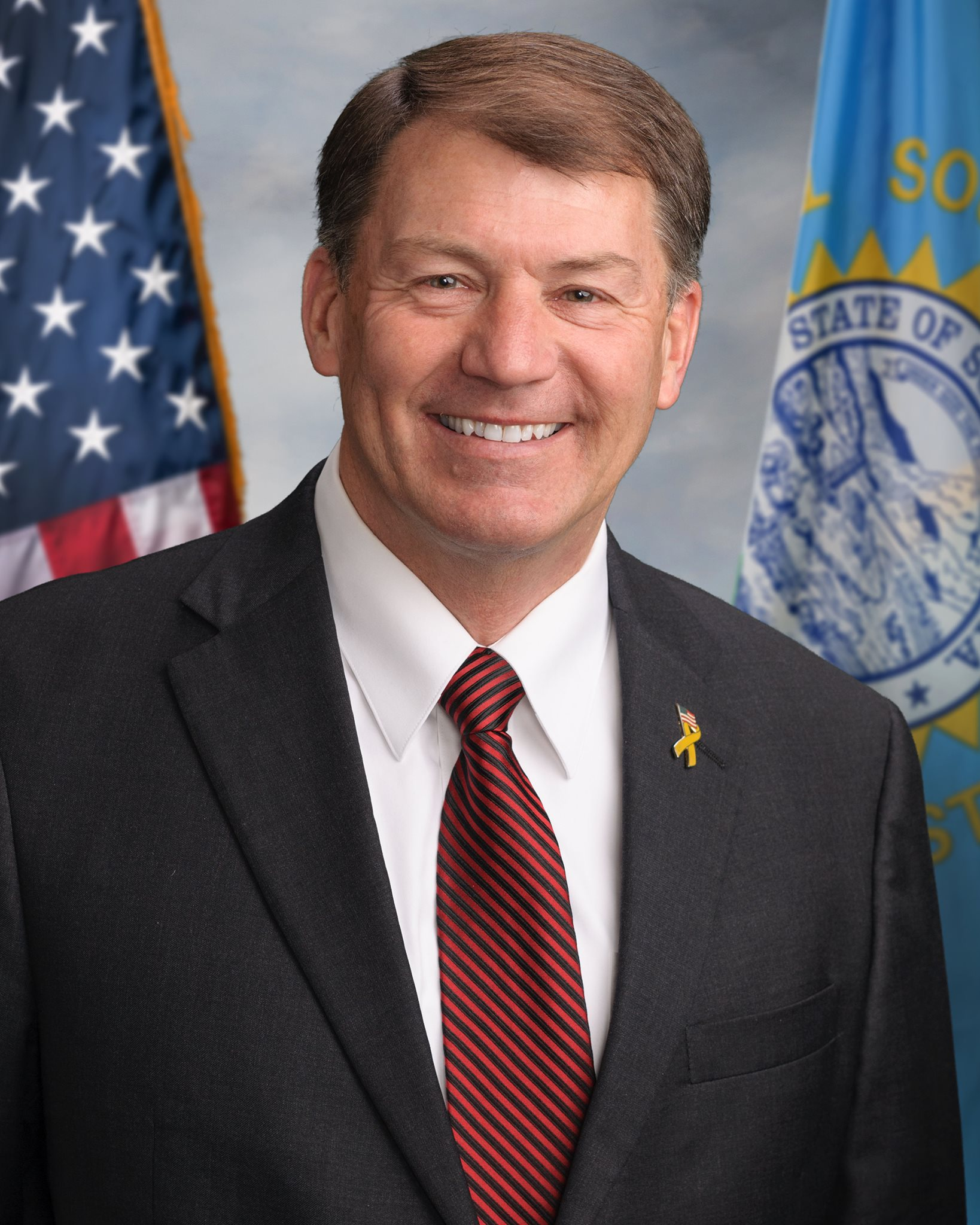
Mike Rounds (2015)

Marion Michael „Mike“ Rounds (* 24. Oktober 1954 in Huron, Beadle County, South Dakota) ist ein US-amerikanischer Politiker (Republikanische Partei). Von 2003 bis 2011 amtierte er als der 31. Gouverneur von South Dakota; seit 2015 vertritt er diesen Bundesstaat im US-Senat.

## Frühe Jahre
Rounds wurde als ältestes von elf Kindern geboren. Er erhielt seinen Namen nach einem im Ersten Weltkrieg gefallenen Verwandten. Sein Vater Don Rounds arbeitete für die Regierung von South Dakota, sein Bruder Tim ist Mitglied des Parlamentes dieses Bundesstaates. Er absolvierte ein Studium der Politikwissenschaften an der South Dakota State University; dieses schloss er mit einem Bachelor of Science ab. Während seines Studiums lernte er seine spätere Ehefrau Jean kennen. Sie sind seit 1978 verheiratet und haben vier Kinder.

## Politischer Aufstieg
Zwischen 1991 und dem Jahr 2000 saß Rounds im Senat von South Dakota. Seit 1995 war er Fraktionsvorsitzender der Republikaner. In dieser Zeit arbeitete er erfolgreich mit Gouverneur Bill Janklow zusammen und hatte einen bedeutenden Anteil an vielen von dessen Gesetzesentwürfen. Nachdem er im Jahr 2000 das verfassungsmäßig vorgegebene Höchstmaß an Legislaturperioden im Staatssenat erreicht hatte, musste er aus diesem Gremium ausscheiden. Im Dezember 2001 verkündete Rounds seine Kandidatur für das Amt des Gouverneurs. Zu diesem Zeitpunkt galt es als unwahrscheinlich, dass er eine Chance haben könnte, die Vorwahlen seiner Partei zu gewinnen. Zwei andere Kandidaten, Mark Barnett und Steve T. Kirby, galten als Favoriten. Nachdem der Wahlkampf zwischen den beiden Favoriten hart und schmutzig geführt wurde, konnte sich Rounds aus diesen Gefechten heraushalten und seine eigene Kampagne führen. Dadurch schaffte er es, sich in den Vorwahlen mit 44,3 % der Stimmen gegen seine Rivalen durchzusetzen. Barnett kam auf 29,5 % und Kirby auf 26,1 %. Bei der eigentlichen Wahl am 5. November 2002 kam Rounds auf 56,8 % der Stimmen und wurde damit gegen den Demokraten James W. Abbott zum neuen Gouverneur gewählt.

## Gouverneur von South Dakota
Nach einer Wiederwahl im Jahr 2006 trat Rounds eine zweite Amtszeit an. Unter anderem hat er sich für eine bessere Bildungspolitik in South Dakota eingesetzt. Er erließ auch ein Gesetz zur besseren Kontrolle der Pharmaindustrie und setzte sich für den Umweltschutz sowie die Schaffung neuer Erholungsstätten ein. Außerdem stellte er ein Konzept zur Förderung des wirtschaftlichen Wachstums des Staates auf. In seiner Amtszeit fand aber auch die erste Hinrichtung seit 1947 statt. Rounds wurde zeitweise auch als Präsidentschaftskandidat der Republikaner 2008 gehandelt, spielte dann aber doch keine Rolle in den Vorwahlen seiner Partei, in der sich schon relativ früh eine Mehrheit für John McCain als deren Präsidentschaftskandidat abzeichnete.
Am 8. Januar 2011 übergab Rounds, der laut Staatsverfassung kein drittes Mal kandidieren durfte, das Gouverneursamt an seinen vormaligen Vizegouverneur Dennis Daugaard.

## US-Senator
Im November 2014 bewarb sich Mike Rounds bei den Wahlen zum US-Senat um den Klasse-II-Sitz South Dakotas des nicht mehr kandidierenden Demokraten Tim Johnson. Seine Gegner waren der Demokrat Rick Weiland und der ehemalige republikanische Senator Larry Pressler, der als Unabhängiger antrat. Nachdem Rounds in den Meinungsumfragen zeitweise einen geringeren Stimmenanteil aufgewiesen hatte als die beiden anderen Kandidaten gemeinsam, wurde darüber spekuliert, ob einer von diesen zugunsten des anderen auf die Kandidatur verzichten werde, um einen Sieg des Republikaners zu verhindern. Letztlich traten aber alle drei Bewerber an; Rounds trug mit 50 Prozent gegen Weiland (30 Prozent) und Pressler (17 Prozent) einen sicheren Sieg davon und konnte sein Mandat im Kongress am 3. Januar 2015 übernehmen. 2020 trat Rounds zur Wiederwahl an, sein demokratischer Gegenkandidat war der ehemalige Abgeordnete im Repräsentantenhaus Daniel Ahlers. Dieser erhielt etwa 34 %, Rounds wurde mit mehr als 65 % wiedergewählt (Stand 6. November 2020 nach Auszählung von 98 % der Stimmen).
Am 21. November 2024 brachte Rounds ein Gesetz ein, das die Auflösung des Bildungsministeriums vorsah.